# 唐旭
唐旭，中国男演员。毕业于中央戏剧学院。代表作有电视剧《破冰行动》、《格子间女人》等。